# تشاسك سبنسر
تشاسك سبنسر (بالإنجليزية: Chaske Spencer)‏ هو ممثل ومنتج أمريكي ولد في يوم 9 مارس 1979 في تاهليكوا في أوكلاهوما. بدأ التمثيل في سنة 2002 ومثل في عدة أفلام ومسلسلات.

## روابط خارجية
- تشاسك سبنسر على موقع IMDb (الإنجليزية)
- تشاسك سبنسر على موقع ألو سيني (الفرنسية)
- تشاسك سبنسر على موقع أول موفي (الإنجليزية)
- تشاسك سبنسر على موقع قاعدة بيانات الأفلام السويدية (السويدية)
- تشاسك سبنسر على موقع قاعدة بيانات الفيلم (الإنجليزية)
- تشاسك سبنسر على موقع كينوبويسك (الروسية)